# Epidendrum cooperianum
Epidendrum cooperianum es una especie de orquídea epífita del género Epidendrum. 

## Descripción
Es una orquídea de tamaño grande, que prefiere el clima  cálido. Tiene hábitos de epífita  con tallos con hojas erectas  rígidamente coriáceas, liguladas y agudas. Florece en la primavera en una inflorescencia terminal, erecta, de  12,5 cm de largo, colgante, con muchas flores.

## Distribución y hábitat
Se encuentra en Brasil en la Mata Atlántica, distribuida por Minas Gerais, Espírito Santo y Río de Janeiro.

## Taxonomía
Epidendrum cooperianum fue descrita por James Bateman y publicado en Botanical Magazine 93: t. 5654. 1867.
Etimología
Ver: Epidendrum
cooperianum: epíteto otorgado en honor del botánico inglés Cooper de finales de 1800.
Sinonimia
- Epidendrum longispathum Barb.Rodr.	[4][5]